# Joan Baptista Parés i Carbonell
Joan Baptista Parés i Carbonell   (Barcelona, 1 de gener de 1848 - 1926) fou un col·leccionista i comerciant d'art català, fundador de la Sala Parés.

## Biografia
Fill del pintor Joan Parés i Juncadella (Vilanova i la Geltrú, ca.1812 - Barcelona, 4 d'agost de 1889 i de Francesca Carbonell i Bru, natural de Barcelona.
Comerciant d'art, el 1877 fundà la Sala Parés, la primera i més prestigiosa galeria d'art de la Barcelona del tombant de segle i fou plataforma de llançament i difusió de la pintura i l'escultura realistes (Martí i Alsina, S. Gómez, Vayreda), l'acadèmica i l'anecdòtica (els Masriera, Ribera, Miralles). També acollí les exposicions dels modernistes (Casas, Rusiñol, Clarasó) i d'aquells pintors més joves de la segona generació modernista (Nonell, Mir, Pidelaserra), que hi causaren escàndol.